# Орест Семчишин
Орест Семчишин (англ. Orest Semchishen; нар. 9 січня 1932, Мандер, Альберта, Канада) — канадський фотохудожник українського походження.

## Біографічні відомості
Народився у 1932 році в Мандері, в сім'ї емігрантів із Західної України.
Працював у «Montreal Gazette». Пізніше переїхав до Калгарі, де став членом фотоклубу.
У середині 1960-х рр. повернувся до Едмонтону.
Слухав курси Губерта Гона в Альбертському університеті. На початку 1970-х рр. зацікавився фотозйомкою церков у візантійському стилі в Альберті.
У 1976 році відбулась перша велика персональна виставка.
Нині роботи художника зберігаються у Фонді мистецтва Альберти та у Канадському музеї сучасної фотографії.